# 八江乡 (永丰县)
八江乡，是中华人民共和国江西省吉安市永丰县下辖的一个乡镇级行政单位。

## 行政区划
八江乡下辖以下地区：
八江村、马元村、茶口村、江浍村、高家村和魏家村。